# Mandrosohasina
Mandrosohasina è una città e comune del Madagascar situata nel distretto di Antsirabe II, regione di Vakinankaratra. 
La popolazione del comune rilevata nel censimento 2001 era pari a 20 111 unità.